# 18669 Лалітпатель
18669 Лалітпатель (18669 Lalitpatel) — астероїд головного поясу, відкритий 20 березня 1998 року.
Тіссеранів параметр щодо Юпітера — 3,205.